# Britta Lejon
Britta Lejon (ur. 2 listopada 1964 w Järfälli) – szwedzka polityk, urzędniczka państwowa i związkowiec, działaczka Szwedzkiej Socjaldemokratycznej Partii Robotniczej, posłanka do Riksdagu, w latach 1998–2002 minister.

## Życiorys
Absolwentka kulturoznawstwa na Uniwersytecie w Sztokholmie (1986). Podjęła następnie studia magisterskie na Uniwersytecie w Lund. W latach 1987–1998 pracowała jako urzędniczka państwowa w departamentach rządowych zajmujących się transportem i komunikacją. Od 1994 kierowała związkiem zawodowym zrzeszającym urzędników administracji rządowej.
W latach 1998–2000 była ministrem bez teki w gabinecie Görana Perssona. Odpowiadała w nim za sprawy demokracji, ochrony konsumentów i młodzieży. W kadencji 2002–2006 z ramienia Szwedzkiej Socjaldemokratycznej Partii Robotniczej sprawowała mandat posłanki do Riksdagu.
W latach 2004–2009 kierowała Svensk Biblioteksförening, szwedzkim stowarzyszeniem bibliotek. Od 2008 do 2011 była prezesem FOLAC, instytucji koordynującej współpracę uniwersytetów ludowych. W 2008 została wiceprzewodniczącą Fackförbundet ST, federacji związkowej pracowników służby cywilnej. W 2012 stanęła na czele tej organizacji.
Córka polityk Anny-Grety Leijon.